# تارمو نيميلو
تارمو نيميلو (10 فبراير 1982 إستونيا - ) هو لاعب كرة قدم إستوني، يلعب كمهاجم.

## روابط خارجية
- تارمو نيميلو على موقع اتحاد إستونيا (الإنجليزية)
- تارمو نيميلو على موقع قاعدة بيانات كرة القدم.إي يو (الإنجليزية)
- تارمو نيميلو على موقع ناشيونال فوتبول تيمز (الإنجليزية)
- تارمو نيميلو على موقع Soccerway.com (الإنجليزية)
- تارمو نيميلو على موقع عالم كرة القدم.نت (الإنجليزية)